# Evelyn Castro
Evelyn Castro (Rio de Janeiro, 17 de janeiro de 1981) é uma atriz, humorista, cantora e atriz brasileira. Ficou conhecida por interpretar a Marraia no sitcom Tô de Graça e integrar o elenco do canal humorístico Porta dos Fundos desde 2016.
Em 2005 participou da quarta temporada do talent show Fama.

## Biografia
Evelyn Castro nasceu no Rio de Janeiro. É formada em Publicidade e Propaganda e também é designer gráfica. Desde sua infância, quando estudava no colégio carioca Santos dos Anjos, se interessou pelo teatro e começou a fazer cursos. Ela também é cantora e foi no teatro musical que se encontrou e conseguiu conciliar suas duas paixões.

## Carreira
Evelyn apareceu pela primeira vez na televisão em 2005 ao participar do talent show Fama, na TV Globo, ficando em segundo lugar na competição para assinar contrato com uma gravadora. Após sua participação, continuou realizando trabalhos no teatro e como cantora.
Fez parte do elenco de Vamp, o Musical, peça inspirada na telenovela Vamp de 1991, e fez turnê por várias cidades brasileiras. No musical, ela interpretava Miss Alice Pen Taylor, personagem interpretada por Vera Holtz na versão para a televisão.
Em 2016, esteve no elenco do filme Apaixonados, estreando nos cinemas com um personagem cômico. O comediante Fábio Porchat a assistiu no filme e se interessou pelo trabalho da atriz. Foi quando ele convidou Evelyn para integrar o time de atores do Porta dos Fundos. A partir daí, ela ganhou maior projeção e destaque na mídia e na teledramaturgia nacional.
Em 2017, também ganhou repercussão interpretando a personagem Marraia Carey na série Tô de Graça, do canal Multishow. Em 2019 fez seu primeiro papel dramático na série 	O Mecanismo onde interpretou Luz Maria. A série é livremente inspirada nas investigações da Operação Lava Jato. Entre 2019 e 2020 integrou o elenco das comédias Homens? e Matches. Paralelamente, também fez trabalhos no cinema. Em 2018, esteve em Chacrinha: O Velho Guerreiro interpretando Mãe Cacilda de Assis. Em 2021, atuou em A Sogra Perfeita, ao lado de Cacau Protásio e Rodrigo Sant'Anna, e também realizou uma participação no filme Cabras da Peste da Netflix.
Também em 2021, Evelyn fez sua estreia em um personagem fixo em telenovelas ao interpretar Deusa em Quanto Mais Vida, Melhorǃ, novela do horário das sete da Globo.
Em 2022, estrelou Juntos e Enrolados e Tô Ryca 2 nos cinemas e integrou o elenco do sitcom Plantão sem Fim 
vivendo a vendedora ambulante Eliane. Se destacou ao interpretar a cômica influencer Maria Augusta na comédia Encantado's para o Globoplay.

## Filmografia

### Televisão
| Ano           | Título                    | Personagem                              | Notas                              |
| ------------- | ------------------------- | --------------------------------------- | ---------------------------------- |
| 2005          | Fama                      | Participante (2º lugar)                 | Temporada 4                        |
| 2013          | Malhação                  | Moradora da comunidade                  | Episódio: "16 de janeiro"          |
| 2015          | Os Homens São de Marte    | Cris                                    | Episódio: "Eu Quero Sexo"          |
| 2016          | Chapa Quente              | Pâmela Costa                            | Episódio: "Agora a Coisa Vai"      |
| 2017          | 1 Contra Todos            | Tuta Pereira                            |                                    |
| 2017–presente | Tô de Graça               | Mariah Carey dos Santos (Marraia Karen) |                                    |
| 2018          | Borges                    | Samara                                  | Episódio: "Canal do Leste Europeu" |
| 2019          | O Mecanismo               | Luz Maria Damiani Caligari              |                                    |
| 2019–20       | Homens?                   | Edir Souza                              |                                    |
| 2020          | Matches                   | Camila Santana (Mila)                   |                                    |
| 2021–22       | Quanto Mais Vida, Melhor! | Deusilene dos Santos (Deusa)            |                                    |
| 2022          | Plantão sem Fim           | Eliane Silva                            |                                    |
| 2022–presente | Encantado's               | Maria Augusta Ponza                     |                                    |
| 2023          | No Corre                  | Tatiana Mendes (Tati)                   | Episódio: "O Golpe Tá Aí"          |
| 2024–presente | Dra. Darci                | Graziela Fernandes (Grazi)              |                                    |
| 2024          | The Masked Singer Brasil  | Participante (3º lugar)                 | Temporada 4                        |
| 2025          | LOL: Se Rir, Já Era!      | Participante (7º lugar)                 | Temporada 4                        |
| 2025          | Falas Femininas           | Edna                                    |                                    |
| 2025–26       | Êta Mundo Melhor!         | Zenaide                                 |                                    |

### Cinema
| Ano  | Título                        | Personagem                        |
| ---- | ----------------------------- | --------------------------------- |
| 2016 | Apaixonadosː O Filme          | Uitnei                            |
| 2018 | Tudo Acaba em Festa           | Elis                              |
| 2018 | Chacrinha: O Velho Guerreiro  | Cacilda de Assis (Mãe)            |
| 2018 | Se Beber, Não Ceie            | Kenia                             |
| 2019 | A Primeira Tentação de Cristo | Mary                              |
| 2021 | Cabras da Peste               | Josimara                          |
| 2021 | A Sogra Perfeita              | Sheila                            |
| 2022 | Juntos e Enrolados            | Suzie                             |
| 2022 | Tô Ryca 2                     | Keyla/ Selminha Oléria Silva II   |
| 2022 | O Espírito do Natal           | Cíntia                            |
| 2022 | Minha Família Perfeita        | Giórgia Santiago                  |
| 2023 | Vai Ter Troco                 | Antônia (Tonha)                   |
| 2024 | Evidências do Amor            | Júlia                             |
| 2024 | Tô de Graça – O Filme         | Mariah Carey dos Santos           |
| 2024 | Vidente por Acidente          | Fernanda                          |
| 2024 | Caindo na Real                | Maria Cristina de Bragança (Tina) |
| 2025 | A Sogra Perfeita 2            | Sheila                            |
| 2025 | Uma Babá Gloriosa             | Baby                              |

### Dublagem
| Ano  | Título                    | Personagem       |
| ---- | ------------------------- | ---------------- |
| 2023 | Acorda, Carlo!            | Montanha Solange |
| 2024 | Wish: o Poder dos Desejos | Sania Rodriguez  |

### Internet
| Ano           | Título           | Personagem         |
| ------------- | ---------------- | ------------------ |
| 2016–presente | Porta dos Fundos | Vários personagens |

## Teatro
- Vamp, O Musical ... Miss Alice  Pen Taylor
- Monólogos da Faxina

## Prêmios e indicações
| Ano  | Prêmio                        | Categoria             | Indicação        | Resultado |
| ---- | ----------------------------- | --------------------- | ---------------- | --------- |
| 2021 | Prêmio F5                     | Melhor Atriz de Humor | Porta dos Fundos | Indicada  |
| 2022 | Festival Sesc Melhores Filmes | Melhor Atriz Nacional | A Sogra Perfeita | Indicada  |
| 2024 | Festival Sesc Melhores Filmes | Melhor Atriz Nacional | Vai Ter Troco    | Indicada  |